# Hällsjö, Sundsvalls kommun
Hällsjö är en by i Tuna socken i Sundsvalls kommun.
Hällsjö ligger vid sjön Stor-Hällsjön alldeles invid järnvägen Mittbanan mellan Sundsvall och Storlien, längs E14 cirka 10 km väster om Matfors i Sundsvalls kommun. 
I byn finns en äldre nedlagd järnvägsstation.